# María de Betania
Santa María de Betania, hermana de Marta y Lázaro, es un personaje del Nuevo Testamento. María vivió en Betania, un pueblo a las afueras de Jerusalén. En su casa se hospedó Jesús al menos en tres ocasiones.
Algunos la han identificado como María Magdalena, y con la pecadora anónima citada en el evangelio de Lucas, aunque esto último ha sido un tema de debate entre diversos autores.

## Menciones en la Biblia
María de Betania es mencionada en tres episodios en la Biblia, siempre junto a su hermana Marta. En los tres muestra su gran amor por Jesús.

### Marta y María
En el Evangelio de Lucas (Lc 10,38-42, se menciona que cuando Jesús estuvo predicando en Galilea, se hospedó en la casa de Marta. Marta se dedicó a arreglar la casa, y a preparar la cena; María, en cambio, "se sentó a los pies del Señor y se quedó escuchando su palabra" (Lucas, 10,39). Marta, viendo esto, dijo: "Señor, ¿no te importa que mi hermana me haya dejado sola para atender? Dile que me ayude." (Lucas 10,40). Jesús reprochó a Marta de forma cortés y familiar, diciéndole " Marta, Marta, estás ansiosa e inquieta acerca de muchas cosas, pero de pocas cosas hay necesidad,o de [sólo] una; porque María ha escogido la parte buena y que no le será quitada".
Sentarse a los pies del Señor en una muestra de interés por la Palabra del Señor es lo que hizo María, en vez de ayudar con los preparativos. María tuvo una actitud de recogimiento y oración, mientras que Marta en ese momento tenía la preocupación por las cosas temporales.

### La resurrección de Lázaro
En el Evangelio de Juan (Jn 11:1-44), se menciona la resurrección de Lázaro, hermano de María y Marta de Betania. Ellas le mandaron a decir que su querido amigo estaba enfermo, pero Jesús no fue a visitarlas antes de que aquel muriese. A su llegada, Marta salió a recibirle, mientras María permanecía en casa. Jesús le dijo a Marta que Lazaro iba a resucitar. Ella asumió que se refería al Día del Juicio Final, y después fue a llamar a María. Ella salió a su encuentro y al verle se tiró a sus pies y le dijo:
"Señor, si hubieras estado aquí, mi hermano no habría muerto”" (Jn, 11:32).
Jesús, al ver esta súplica y las lágrimas de ella, su hermana y todos los presentes, lloró conmovido por tanta emoción, y pidió que le llevaran a la tumba de Lázaro, al cual resucitó. Claramente Jesús demuestra el amor que siente por esta familia, y su amistad con ellos.

### La cena de Betania
Después de la resurrección de Lázaro, Jesús es invitado a una cena en la cual María otra vez demuestra su devoción por él. 
"María, pues, tomó una libra de perfume muy caro, hecho de nardo puro, le ungió los pies y se los secó con sus cabellos, mientras la casa se llenaba del olor del perfume." (Jn, 12:3).
La libra de perfume que María usó es uno de los símbolos iconográficos que se usan para representarla a ella, en forma de un pequeño envase con perfume.
Después de hacer esto, Judas Iscariote, que estaba presente, reprocha a María el gasto que ha hecho, diciéndole que ese perfume se pudo haber vendido para ayudar a los pobres, pero Jesús le dice que la deje, pues es señal que su muerte se acerca.

## Identificación con otros personajes
En ocasiones, se identifica a María de Betania con otras mujeres mencionadas en el Nuevo Testamento. Véase la unción de Jesús.

### La pecadora
En el Evangelio de Lucas (Lc 7:37-50), se menciona a una mujer que era conocida públicamente como pecadora, y al enterarse de que Jesús estaba en Galilea en la casa de un fariseo, 
"tomó un frasco de perfume, se colocó detrás de él, a sus pies, y se puso a llorar. Sus lágrimas empezaron a regar los pies de Jesús y ella trató de secárselos con su cabello. Luego le besaba los pies y derramaba sobre ellos el perfume." (Lucas, 7:37-38).
Jesús agradeció esto y le perdonó los pecados a la mujer, a la cual no conocía hasta ese momento. Este evento es muy parecido a lo que María de Betania hizo en la cena de Betania. Según el evangelio de Juan (Jn 11:2), "María, cuyo hermano Lázaro estaba enfermo, fue la que ungió al Señor con perfume y le secó los pies con sus cabellos", por lo cual muchos identifican a esta pecadora anónima con María de Betania. Si esta identificación es correcta, María ya conocía a Jesús cuando este se hospedó en su casa. Sin embargo no hay coincidencia respecto al lugar donde se desarrollaron los hechos, Juan menciona que fue en casa de Lázaro en Betania y Lucas dice que fue en casa del fariseo en Galilea, por lo tanto podemos suponer que no son la misma persona... Lucas ni siquiera hace mención a María...

### María Magdalena

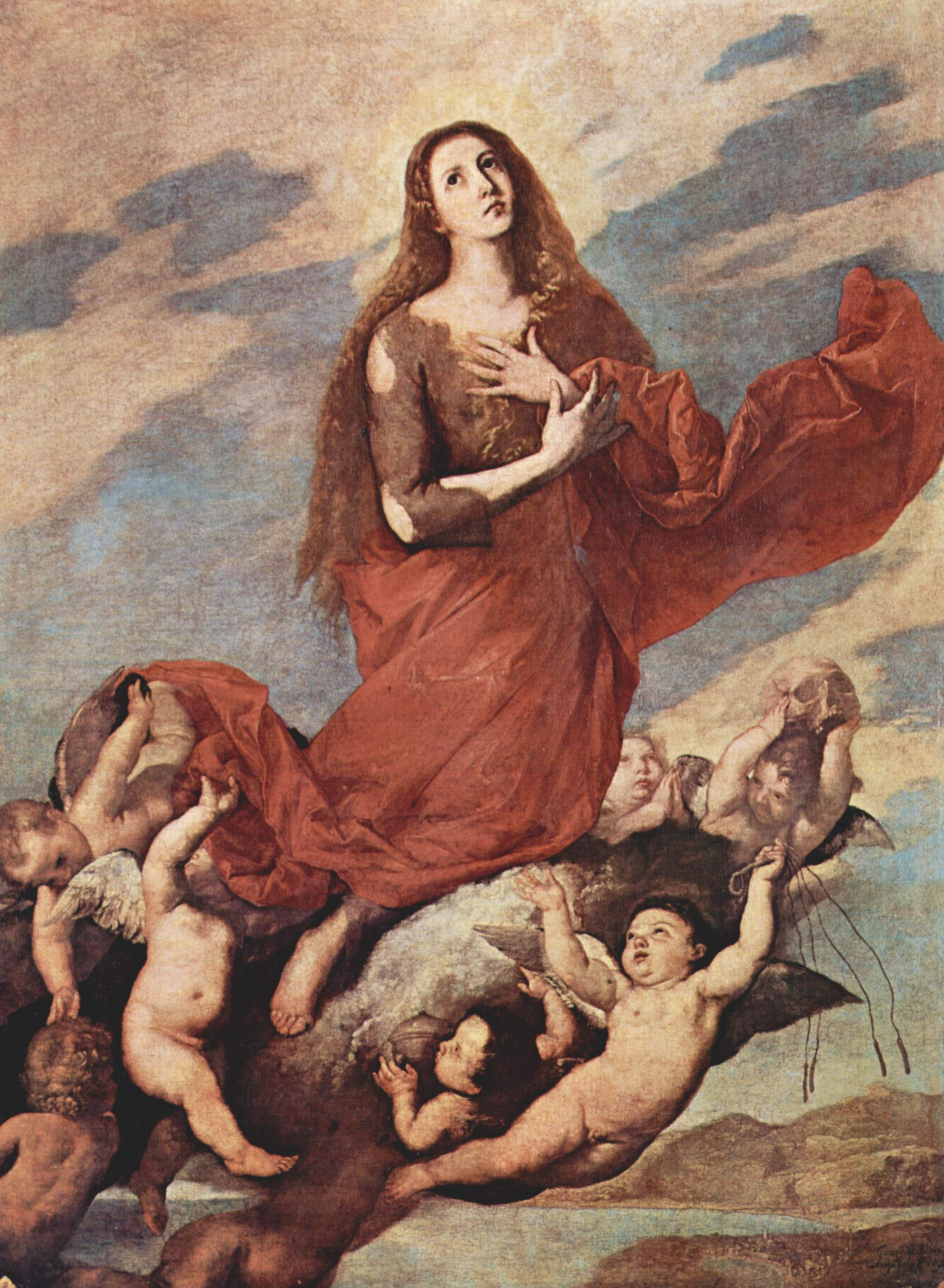
María Magdalena, cuadro de José de Ribera

María Magdalena fue una mujer que acompañó al Señor antes, durante, y después de la crucifixión. Por error de interpretación se la asocia con la “pecadora” desconocida del evangelio de Lucas. Según este evangelio, Marta y María de Betania vivieron en Galilea, pero no se menciona el nombre de la aldea. Tal vez pudo haber sido Magdala, y en ese caso podría ser que  María de Betania y María Magdalena fuesen la misma persona, dado que el gentilicio de Magdala es "magdaleno", "-a". Tal vez después Marta y María, dada la enfermedad de su hermano Lázaro, se trasladaron a Betania donde Lázaro vivía.

### Mujer de Betania
Con ocasión de la última visita de Jesús a Betania, una mujer no identificada entró,
"con un frasco de mármol precioso lleno de perfume muy caro y se lo derramó en la cabeza." (Mt 26:7). Esto tuvo lugar en una cena dada por un tal Simón el leproso. El mismo suceso es mencionado también en el evangelio de Marcos (Mc 14:3-9). Esta es la misma acción que se atribuye a María de Betania en el evangelio de Juan (Jn 12:1-8), por lo cual la mujer mencionada en los evangelios de Mateo y de Marcos suele ser identificada con María de Betania.

## Actitud de la Iglesia
María de Betania es considerada santa por todas la denominaciones cristianas que admiten la santidad. Hay discrepancias entre las distintas confesiones, sin embargo, acerca de su identificación con las otras mujeres anteriormente mencionadas.

### Iglesia católica
Tradicionalmente, la Iglesia católica identificaba a María de Betania con María Magdalena, la “pecadora”, y la mujer de Betania, por lo tanto es reconocida como María Magdalena y se siguen todas las fiestas y actividades asociadas con María Magdalena. Esto fue debido a una homilía del Papa Gregorio el Magno en 591 d. C. en la que identificó a María de Betania, María Magdalena y "la pecadora" como la misma.
(El Papa Gregorio I, el Magno, guio a la Iglesia desde 590 hasta 604 d. C.)
El Papa Francisco promulgó un decreto de la Congregación para el Culto Divino con el que estableció que el Calendario romano general celebre juntos a los santos hermanos Marta, María y Lázaro.
De este modo, la Iglesia Católica Universal celebrará cada año el 29 de julio la memoria de los tres hermanos de Betania juntos en un mismo día. 
Sin embargo, el decreto vaticano reconoce que a lo largo de los años hubo una “tradicional incertidumbre de la Iglesia latina sobre la identidad de María - la Magdalena, a la que se le apareció Cristo tras su Resurrección, la hermana de Marta, la pecadora a la que el Señor perdonó sus pecados” por lo que se inscribió únicamente a Santa Marta el 29 de julio en el Calendario Romano.
Dicha cuestión, se resolvió “en estudios y tiempos recientes, como testimonia el actual Martirologio Romano, que también conmemora a María y Lázaro en ese mismo día” además de que “en algunos Calendarios particulares los tres hermanos se celebran juntos en ese día”. 

### Iglesia ortodoxa
En la Iglesia ortodoxa María de Betania es la misma mujer de Betania que ungió la cabeza de Jesús con perfume, pero no es la misma persona que María Magdalena. Tanto María de Betania como María Magdalena son  festejadas como santas  en el culto ortodoxo.

### Tradición ortodoxa oriental
En la tradición de la Iglesia ortodoxa, aunque no estén expresamente mencionadas como tales en los Evangelios, Marta y María se encontraban entre las “Mujeres Miróforas” (portadoras de miro o de mirra). Estas fieles seguidoras de Jesús estaban en el Gólgota durante la crucifixión de Jesús y más tarde llegaron a su tumba en la madrugada siguiente al día sábado (primer día de la semana o domingo=día del Señor Mt 28, 1; Mc 16, 1; Lc 24, 1; Jn 20, 1), con mirra (aceite aromático de alto precio )- de acuerdo con la tradición judía- para ungir el cuerpo de su Señor. 
Las Miróforas se convirtieron en los primeros testigos de la Resurrección de Jesús, al encontrar la tumba vacía y enterarse de la gozosa noticia de la Resurrección de Jesús por un ángel (Mt 28, 5; Mc 16, 5-7; Lc 24, 4-12). 
La tradición ortodoxa refiere también que Lázaro hermano de Marta debió irse de Jerusalén durante la persecución contra la Iglesia de Jerusalén después del martirio de San Esteban. Sus hermanas María y Marta huyeron con él, ayudándole en la proclamación del Evangelio en diferentes lugares. Los tres más tarde se trasladaron a Chipre, donde Lázaro se convirtió en el primer obispo de Kition (actual Larnaca). Los tres murieron en Chipre. Marta es venerada como santa en la Iglesia católica y en la Iglesia ortodoxa, y conmemorada por la Iglesia luterana y la Comunión anglicana. En la Iglesia ortodoxa y las tradiciones orientales católicas, Marta y su hermana María se conmemoran el 4 de junio. También se conmemoran en conjunto entre las mujeres Miróforas, en el domingo de la “Portadoras de Mirra” (el tercer domingo de Pascua, es decir, el segundo domingo después de Pascua). Ella también figura en las conmemoraciones del Sábado de Lázaro (el día antes del Domingo de Ramos). Marta es conmemorada el 29 de julio en el calendario de los Santos de la Iglesia Luterana (junto con sus hermanos María y Lázaro) y en el calendario de los santos de la Iglesia Episcopal y la Iglesia de Inglaterra (junto con su hermana María).

### Iglesia Protestante
En el protestantismo, se reconoce a María de Betania como una mujer que tuvo el honor de recibir a Jesús en su hogar. María de Betania es la hermana de Marta y de Lázaro; aparece en el episodio de la resurrección de su hermano (Jn 11); derrama perfume sobre el Señor y le seca los pies con sus cabellos (Jn 11, 1; 12, 3); escucha al Señor sentada a sus pies y se lleva «la mejor parte» (Lc 10, 38-42) mientras su hermana trabaja.

## Después de la Biblia
De acuerdo a una leyenda piadosa de origen occidental, María salió de Judea después de la muerte de Jesús, alrededor de 48, y viajó a Provenza, Francia (existe un peregrinaje en Saintes-Maries-de-la-Mer una localidad y comuna de Francia, en la región de Provenza-Alpes-Costa Azul, departamento de Bocas del Ródano, en el distrito de Arlés), con su hermana Marta de Betania y su hermano Lázaro. Y llevaba consigo una niña, que se cree era su hija, llamada Sara.